# Said David
Said David (Ciudad de Panamá, Panamá, 1 de abril de 2006) es un futbolista panameño que juega en la posición de arquero, 

## Reseña Deportiva
Creció hasta los 14 años en Colón (Panamá), donde comenzó a prepararse de arquero desde los 6 años con el entrenador Alfonso "Pocho" De Moya, quien tuvo procesos de Selección Panamá y actualmente con el Árabe Unido. Said en Colón tuvo participaciones en equipos formativos y compitió en el Mundial de Barrio 2016 y la Copa Patrick 2017.
Entrenó en varios campamentos de arqueros en Europa, entre ellos Ajax Camps & Clinics en Ámsterdam (2015, 2016, 2019), Campus Porteros Iker Casillas en Madrid(2015), Fundación Marcet en Barcelona(2016, 2017, 2018), y en el Toronto FC Camps & Clinics en Toronto(2013, 2018).
Desde Colón se trasladaba casi a diario a Ciudad de Panamá para entrenar con el Ciudad FC durante el 2017-2018, con el cual participó en el Medellín Soccer Cup y luego pasó al C.A.I. durante el 2019-2021. Said se muda a Ciudad de Panamá en el año 2021.
Durante el 2022 hizo parte del Panama City FC, practicando con el entrenador de arqueros Bernardo Buitrago. Con el equipo ganó 2 torneos, Copa Atevo y la Liga Profutbol.
Debutó con 16 años con el UMECIT Fútbol Club en la Liga Prom vs Tauro FC el 11 de marzo de 2023. En su segundo partido vs Club Deportivo del Este atajó su primer penal. Disputó más partidos de Liga Prom vs Champions FC y Árabe Unido, ambos de Colón. 

## Selección nacional
En agosto de 2021 es convocado a un microciclo de la selección sub-15 de Panamá. Durante el 2022 fue convocado a microciclos con la Selección Sub-17. A comienzos del 2023 hizo parte de la Selección Sub-17 que viajó a Medellín para participar en un cuadrangular amistoso contra las inferiores del Nacional, DIM y Envigado. Fue titular durante el partido vs Envigado con marcador 0-0.
Fue convocado a disputar en Guatemala las Eliminatorias del Campeonato Sub-17 de la Concacaf. 
convocado a la Selección de fútbol sub-17 de Panamá que se disputó durante febrero de 2023 el Campeonato Sub-17 de la Concacaf de 2023 en Guatemala, clasificando a la Copa Mundial de Fútbol Sub-17 de 2023 que se llevará a cabo en Indonesia en noviembre de 2023.
La Selección de fútbol sub-17 de Panamá disputó el Torneo Canteras de América del 14 al 19 de mayo de 2023, en Rosario, Argentina. Said fue titular vs. Talleres de Córdoba, con victoria 2-0.
La Selección viajó y jugó 4 partidos amistosos en Quito, Ecuador durante el mes de septiembre. Said jugó contra la Selección Ecuador y contra Independiente del Valle, donde estuvo precisamente entrenando durante el mes de julio. En octubre viajaron a Antalya, Turquía para participar en la Copa Antalya Nations Week, donde Said jugó contra Rusia, marcador 0-0.
Luego viajaron a Indonesia donde Panamá jugó 3 partidos del Mundial FIFA Sub-17.

### Participaciones en Selección Nacional
| Copa                   | Fecha          | Categoría | Sede                | Resultado             | Partidos | Goles en Contra |
| ---------------------- | -------------- | --------- | ------------------- | --------------------- | -------- | --------------- |
| Cuadrangular Amistoso  | Enero 2023     | Sub-17    | Medellín, Colombia  | Panamá 0 - Envigado 0 | 1        | 0               |
| Campeonato Sub-17 2023 | Febrero 2023   | Sub-17    | Ciudad de Guatemala | Semifinalista         | 0        |                 |
| Canteras de América    | Mayo 2023      | Sub-17    | Rosario, Argentina  | Panamá 2 - Talleres 0 | 1        | 0               |
| Antalya Nations Week   | Octubre 2023   | Sub-17    | Antalya, Turquía    | Panamá 0 - Rusia 0    | 1        | 0               |
| FIFA World Cup         | Noviembre 2023 | Sub-17    | Indonesia           |                       | 0        |                 |

## Clubes
| Club                  | País   | Año       |
| --------------------- | ------ | --------- |
| C.A.I. Sub-15         | Panamá | 2019-2021 |
| Panamá City FC Sub-17 | Panamá | 2022      |
| Umecit FC II Prom     | Panamá | 2023      |
|                       | Panamá | 2024      |